# Futbol'nyj Klub Torpedo Moskva 2000
Questa voce raccoglie le informazioni riguardanti la Torpedo Mosca nelle competizioni ufficiali della stagione 2000.

## Stagione
La squadra terminò il campionato in terza posizione, ottenendo l'accesso alla Coppa UEFA 2001-2002.

## Rosa
| N. |                        | Ruolo | Calciatore                    |
| -- | ---------------------- | ----- | ----------------------------- |
|    | Russia (bandiera)      | P     | Il'ja Abaev                   |
|    | Russia (bandiera)      | P     | Aleksej Vladimirovič Belkin   |
|    | Ucraina (bandiera)     | P     | Valéryj ́Vorob'ёv              |
|    | Russia (bandiera)      | P     | Evgenij Kornjúchin            |
|    | Russia (bandiera)      | D     | Aleksej Bugaev                |
|    | Russia (bandiera)      | D     | Sergej Burčenkov              |
|    | Russia (bandiera)      | D     | Vjačeslav Daev                |
|    | Russia (bandiera)      | D     | Aleksandr Gorin               |
|    | Russia (bandiera)      | D     | Nikolaj Vasil'evič Ivanov     |
|    | Russia (bandiera)      | D     | Andrej Malaj                  |
|    | Russia (bandiera)      | D     | Marat Machmutov               |
|    | Russia (bandiera)      | D     | Vitalij Litvinov              |
|    | Bielorussia (bandiera) | D     | Aleksandr Luхvič              |
|    | Ucraina (bandiera)     | D     | Andrij Sapuha                 |
|    | Russia (bandiera)      | C     | Jurij Borisovič Agapov        |
|    | Russia (bandiera)      | C     | Nikolaj Aleksandrovič Aref'ev |
|    | Russia (bandiera)      | C     | Andrej Gaškin                 |
|    | Lituania (bandiera)    | C     | Rimantas Žvingilas            |
|    | Russia (bandiera)      | C     | Aleksandr ́Ignat'ev            |
|    | Kazakistan (bandiera)  | C     | Farxadbek Ïrïsmetov           |

| N. |                        | Ruolo | Calciatore                      |
| -- | ---------------------- | ----- | ------------------------------- |
|    | Russia (bandiera)      | C     | Vladimir Kazakov                |
|    | Russia (bandiera)      | C     | Vladimir Leončenko              |
|    | Bielorussia (bandiera) | C     | Radzislaŭ Arloŭski              |
|    | Russia (bandiera)      | C     | Andrej Panfërov                 |
|    | Russia (bandiera)      | C     | Igor' Semšov                    |
|    | Ucraina (bandiera)     | C     | Serhij Symonenko                |
|    | Russia (bandiera)      | C     | Jurij Sergeevič Solncev         |
|    | Russia (bandiera)      | C     | Maksim Vladimirovič Fokin       |
|    | Ucraina (bandiera)     | C     | Pavlo Škapenko                  |
|    | Tagikistan (bandiera)  | A     | Arsen Avakov                    |
|    | Russia (bandiera)      | A     | Maksim Aristarchov              |
|    | Russia (bandiera)      | A     | Vitalij Volkov                  |
|    | Russia (bandiera)      | A     | Dmitrij Vjaz'mikin              |
|    | Romania (bandiera)     | A     | Mihai Drăguș                    |
|    | Russia (bandiera)      | A     | Evgenij Durnev                  |
|    | Russia (bandiera)      | A     | Karėn Oganjan                   |
|    | Russia (bandiera)      | A     | Dmitrij Leonidovič Skobljakov   |
|    | Russia (bandiera)      | A     | Denis Aleksandrovič Skorochodov |
|    | Lituania (bandiera)    | A     | Valdas Trakys                   |

## Risultati

### Campionato
| Machačkala 3 maggio 2000, ore ахачк 1ª giornata | Anži | 0 – 0 referto | Torpedo Mosca | Stadio Dinamo (12 000 spett.) |

| Mosca 1º aprile 2000, ore осква 2ª giornata | Torpedo Mosca | 2 – 1 referto | Lokokomtiv Nižnij Novg. | Stadio Lužniki (3 000 spett.) |

| Mosca 7 aprile 2000, ore осква 3ª giornata | Dinamo Mosca | 0 – 0 referto | Torpedo Mosca | Stadio Dinamo (10 000 spett.) |

| Mosca 15 aprile 2000, ore осква 4ª giornata | Torpedo Mosca | 2 – 0 referto | Saturn | Stadio Lužniki (4 500 spett.) |

| Novorossijsk 22 aprile 2000, ore оворо 5ª giornata | Gekris Novorossijsk | 1 – 0 referto | Torpedo Mosca | Stadio Centrale (10 000 spett.) |

| Mosca 29 aprile 2000, ore осква 6ª giornata | CSKA Mosca | 0 – 2 referto | Torpedo Mosca | Stadio Dinamo (8 000 spett.) |

| Mosca 7 maggio 2000, ore осква 7ª giornata | Torpedo Mosca | 1 – 1 referto | Zenit San Pietroburgo | Stadio Lužniki (4 000 spett.) |

| Rostov sul Don 13 maggio 2000, ore остов 8ª giornata | Rostsel'maš | 0 – 1 referto | Torpedo Mosca | Stadio Rostsel'maš (14 000 spett.) |

| Mosca 17 maggio 2000, ore осква 9ª giornata | Torpedo Mosca | 2 – 0 referto | Alanija Vladikavkaz | Stadio Lužniki (3 000 spett.) |

| Ėlista 26 maggio 2000, ore листа 10ª giornata | Uralan | 2 – 3 referto | Torpedo Mosca | Stadio Uralan (5 000 spett.) |

| Mosca 8 giugno 2000, ore осква 11ª giornata | Torpedo Mosca | 1 – 1 referto | Lokomotiv Mosca | Stadio Lužniki (6 000 spett.) |

| Samara 12 giugno 2000, ore амара 12ª giornata | Kryl'ja Sovetov Samara | 3 – 2 referto | Torpedo Mosca | Stadio Metallurg (14 000 spett.) |

| Mosca 18 giugno 2000, ore осква 13ª giornata | Torpedo Mosca | 0 – 3 referto | Spartak Mosca | Stadio Lužniki (17 000 spett.) |

| Voronež 23 giugno 2000, ore ороне 14ª giornata | Fakel Voronež | 1 – 2 referto | Torpedo Mosca | Stadio Centrale (22 000 spett.) |

| Mosca 27 giugno 2000, ore осква 15ª giornata | Torpedo Mosca | 2 – 0 referto | Rotor | Stadio Lužniki (2 000 spett.) |

| Nižnij Novgorod 8 luglio 2000, ore ижний 16ª giornata | Lokokomtiv Nižnij Novg. | 0 – 1 referto | Torpedo Mosca | Stadio Lokomotiv (3 000 spett.) |

| Mosca 14 luglio 2000, ore осква 17ª giornata | Torpedo Mosca | 1 – 1 referto | Dinamo Mosca | Stadio Lužniki (7 000 spett.) |

| Ramenskoe 22 luglio 2000, ore аменс 18ª giornata | Saturn | 0 – 1 referto | Torpedo Mosca | Saturn Stadium (10 000 spett.) |

| Mosca 29 luglio 2000, ore осква 19ª giornata | Torpedo Mosca | 2 – 1 referto | Gekris Novorossijsk | Stadio Lužniki (3 700 spett.) |

| Mosca 5 agosto 2000, ore осква 20ª giornata | Torpedo Mosca | 0 – 1 referto | CSKA Mosca | Stadio Lužniki (10 000 spett.) |

| San Pietroburgo 13 agosto 2000, ore анкт- 21ª giornata | Zenit San Pietroburgo | 2 – 1 referto | Torpedo Mosca | Stadio Petrovskij (20 000 spett.) |

| Mosca 19 agosto 2000, ore осква 22ª giornata | Torpedo Mosca | 1 – 1 referto | Rostsel'maš | Stadio Lužniki (2 500 spett.) |

| Vladikavkaz 27 agosto 2000, ore ладик 23ª giornata | Alanija Vladikavkaz | 2 – 1 referto | Torpedo Mosca | Respublikanskij stadion Spartak (17 000 spett.) |

| Mosca 6 settembre 2000, ore осква 24ª giornata | Torpedo Mosca | 2 – 2 referto | Uralan | Stadio Lužniki (1 500 spett.) |

| Ramenskoe 23 settembre 2000, ore аменс 25ª giornata | Lokomotiv Mosca | 0 – 3 referto | Torpedo Mosca | Saturn Stadium (4 500 spett.) |

| Mosca 1º ottobre 2000, ore осква 26ª giornata | Torpedo Mosca | 2 – 1 referto | Kryl'ja Sovetov Samara | Stadio Lužniki (2 000 spett.) |

| Mosca 4 luglio 2000, ore осква 27ª giornata | Spartak Mosca | 4 – 2 referto | Torpedo Mosca | Stadio Lužniki (12 000 spett.) |

| Mosca 22 ottobre 2000, ore осква 28ª giornata | Torpedo Mosca | 2 – 0 referto | Fakel Voronež | Stadio Lužniki (1 000 spett.) |

| Volgograd 5 novembre 2000, ore олгог 29ª giornata | Rotor | 0 – 1 referto | Torpedo Mosca | Stadio Centrale (9 000 spett.) |

| Mosca 12 novembre 2000, ore осква 30ª giornata | Torpedo Mosca | 2 – 1 referto | Anži | Stadio Lužniki (6 000 spett.) |

### Coppa di Russia
| Chimki 14 ottobre 2000 Sedicesimi di finale | Chimki | 1 – 2 referto | Torpedo Mosca | (5 000 spett.) |

| Mosca 29 ottobre 2000 Ottavi di finale       | Torpedo Mosca        | 1 – 1 (d.t.s.) referto | Dinamo Mosca | Stadio Lužniki (3 500 spett.) |
| \| \| \| \| \| \| Tiri di rigore 5 – 4 \| \| |                      |                        |              |                               |
|                                              |                      |                        |              |                               |
|                                              | Tiri di rigore 5 – 4 |                        |              |                               |

| Machačkala 11 aprile 2001 Quarti di finale | Anži | 1 – 0 referto | Torpedo Mosca | Stadio Dinamo (17 000 spett.) |